# 1988 год в изобразительном искусстве СССР
1988 год был отмечен рядом событий, оставивших заметный след в истории советского изобразительного искусства.

## События
- Выставка произведений Евгении Петровны Антиповой открылась в залах Ленинградской организации Союза художников РСФСР.[1]
- Выставка произведений Василия Савинского открылась в Музее Академии художеств в Ленинграде.[2]
- В мае в залах Ленинградской организации Союза художников РСФСР открылась традиционная Выставка произведений ленинградских художников - ветеранов Великой Отечественной войны.
- Выставка произведений Николая Николаевича Галахова открылась 8 января 1988 года в залах Ленинградской организации Союза художников РСФСР.[3]
- Выставка произведений Дмитрия Васильевича Беляева открылась в залах Ленинградской организации Союза художников РСФСР.[4]
- Выставка произведений Маргариты Алексеевны Пискарёвой открылась в залах Ленинградской организации Союза художников РСФСР.[5]
- 17 сентября в Воронеже торжественно открыт памятник Митрофану Ефимовичу Пятницкому (1864—1927), русскому советскому музыканту, исполнителю и собирателю русских народных песен, основателю и первому художественному руководителю Государственного академического русского народного хора. Авторы памятника скульпторы Пак Э. и Дикунов И.[6]
- Выставка произведений Владимира Ивановича Овчинникова (1911-1978) открылась в залах Ленинградской организации Союза художников РСФСР.[7]
- Выставка "Современное искусство Ленинграда", открытая 16 декабря в Центральном выставочном зале «Манеж», впервые объединила в одной экспозиции художников ЛОСХ, преимущественно его "левого" крыла, самодеятельных художников и представителей т.н. «неофициального искусства», позволив оценить направления поисков и уровень произведений представленных авторов.[8]
- Выставка произведений Виктора Кузьмича Тетерина открылась в залах Ленинградской организации Союза художников РСФСР.[9]
- Выставка произведений живописи художников Российской Федерации «Интерьер и натюрморт» открылась 23 декабря в залах Ленинградской организации Союза художников РСФСР[10].

## Скончались
- 1 января — Ненартович Анатолий Акимович, советский живописец (род. в 1915).
- 30 января — Белов Пётр Алексеевич, советский художник театра, заслуженный художник РСФСР (род. в 1929).
- 13 марта — Саксон Владимир Станиславович, советский художник, живописец, график, декоратор (род. в 1927).
- 17 марта — Королёв Александр Леонидович, русский советский живописец и педагог, Заслуженный художник Российской Федерации (род. в 1922).
- 24 апреля — Труфанов Михаил Павлович, русский советский живописец, Заслуженный художник РСФСР (род. в 1921).
- 4 мая — Белов Кондратий Петрович, советский живописец, Народный художник РСФСР (род. в 1990).
- 5 мая — Суздалева Нина Владимировна, советский художник-живописец и монументалист (род. в 1939).
- 29 мая — Орлов Алексей Андреевич, русский советский живописец (род. в 1923).
- 5 июня — Пархоменко Авенир Иванович, советский живописец (род. в 1921).
- 13 июня — Афанасьев Дмитрий Владимирович, советский театральный художник, Заслуженный деятель искусств РСФСР (род. в 1928)
- 5 августа —  Моховцев, Фёдор Иванович, белорусский художник, график (род. в 1917).
- 25 августа — Токарев Владимир Фёдорович, русский советский живописец (род. в 1918).
- 17 сентября — Смирнов Фёдор Иванович, советский живописец, Заслуженный художник Российской Федерации (род. в 1923).
- 12 октября — Утехин Борис Константинович, советский живописец-пейзхажист (род. в 1910)
- 20 октября — Горб Владимир Александрович, советский живописец и педагог, Заслуженный деятель искусств Российской Федерации (род. в 1903).
- 29 ноября — Моисеенко Евсей Евсеевич, советский живописец, график и педагог, народный художник СССР, Герой Социалистического Труда (род. в 1916).
- 8 декабря — Чеснокова Александра Семёновна, советский живописец (род. в 1908).
- 13 декабря — Решетников Фёдор Павлович, советский живописец, Народный художник СССР (род. в 1906).

### Полная дата неизвестна
- Мочальский Дмитрий Константинович, советский живописец, Народный художник СССР (род. в 1908).